# 6135 Billowen
6135 Billowen este un asteroid din centura principală de asteroizi.

## Descriere
6135 Billowen este un asteroid din centura principală de asteroizi. A fost descoperit pe 14 septembrie 1990 la Observatorul Palomar de Henry E. Holt. Asteroidul prezintă o orbită caracterizată de o semiaxă mare de 2,43 ua, o excentricitate de 0,13 și o înclinație de 11,3° în raport cu ecliptica.